# Gouvernement Schlüter IV
Pour les articles homonymes, voir Schlüter.
 (août 2023).
Si vous disposez d'ouvrages ou d'articles de référence ou si vous connaissez des sites web de qualité traitant du thème abordé ici, merci de compléter l'article en donnant les références utiles à sa vérifiabilité et en les liant à la section « Notes et références ».
Royaume de Danemark
Schlüter III Nyrup Rasmussen I
Le cabinet Poul Schlüter IV (Regeringen Poul Schlüter IV, en danois) est le gouvernement du royaume de Danemark entre le 18 décembre 1990 et le 25 janvier 1993, durant la soixante-et-unième législature du Folketing.

## Coalition et historique
Dirigé par le ministre d'État conservateur sortant, Poul Schlüter, il est formé d'une coalition de centre droit entre le Parti populaire conservateur (KF) et le Parti libéral (V), qui disposent ensemble de 59 députés sur 179 au Folketing, soit 32,9 % des sièges. Il bénéficie du soutien du Parti du progrès (FP), des Démocrates du centre (CD), du Parti social-libéral danois (RV) et du Parti populaire chrétien (KFP), qui réunissent 32 sièges. La majorité gouvernementale dispose donc de 91 députés sur 179 au Folketing, soit 50,8 % des sièges.
Il a été formé à la suite des élections législatives anticipées du 12 décembre 1990 et succède au cabinet Poul Schlüter III, formé du KF, du V et de la RV, soutenu par le FP, les CD et le KFP. Il démissionne après la révélation d'agissements illégaux de l'ancien ministre de la Justice, Erik Ninn-Hansen. Il est alors remplacé par le premier cabinet du social-démocrate Poul Nyrup Rasmussen, formé des Sociaux-démocrates (SD), des CD, de la RV et du KFP.

## Composition

### Initiale
- Les nouveaux ministres sont indiqués en gras, ceux ayant changé d'attributions en italique.

| Fonction                                                    | Titulaire | Titulaire              | Parti |
| ----------------------------------------------------------- | --------- | ---------------------- | ----- |
| Premier ministre                                            |           | Poul Schlüter          | KF    |
| Ministre des Affaires étrangères                            |           | Uffe Ellemann-Jensen   | V     |
| Ministre des Finances                                       |           | Henning Dyremose       | KF    |
| Ministre de l'Économie Ministre de la Fiscalité             |           | Anders Fogh Rasmussen  | V     |
| Ministre de la Défense                                      |           | Knud Enggaard          | V     |
| Ministre de l'Éducation et de la Recherche                  |           | Bertel Haarder         | V     |
| Ministre de la Justice                                      |           | Hans Engell            | KF    |
| Ministre de l'Intérieur Ministre de la Coopération nordique |           | Thor Pedersen          | V     |
| Ministre de l'Agriculture                                   |           | Laurits Tørnæs         | V     |
| Ministre des Affaires ecclésiastiques et des Communications |           | Torben Rechendorff     | KF    |
| Ministre du Logement                                        |           | Svend Erik Hovmand     | V     |
| Ministre de la Pêche                                        |           | Kent Kirk              | KF    |
| Ministre du Travail                                         |           | Knud Erik Kirkegaard   | KF    |
| Ministre de l'Industrie et de l'Énergie                     |           | Anne Birgitte Lundholt | KF    |
| Ministre de la Santé                                        |           | Ester Larsen           | V     |
| Ministre des Transports                                     |           | Kaj Ikast              | KF    |
| Ministre de l'Environnement                                 |           | Per Stig Møller        | KF    |
| Ministre des Affaires sociales                              |           | Else Winther Andersen  | V     |
| Ministre de la Culture                                      |           | Grethe Rostbøll        | KF    |

### Remaniement du19 novembre 1992
- Les nouveaux ministres sont indiqués en gras, ceux ayant changé d'attributions en italique.

| Fonction                                                    | Titulaire | Titulaire              | Parti |
| ----------------------------------------------------------- | --------- | ---------------------- | ----- |
| Premier ministre                                            |           | Poul Schlüter          | KF    |
| Ministre des Affaires étrangères                            |           | Uffe Ellemann-Jensen   | V     |
| Ministre des Finances                                       |           | Henning Dyremose       | KF    |
| Ministre de l'Économie Ministre de l'Intérieur              |           | Thor Pedersen          | V     |
| Ministre de la Fiscalité                                    |           | Peter Brixtofte        | V     |
| Ministre de la Défense Ministre de la Coopération nordique  |           | Knud Enggaard          | V     |
| Ministre de l'Éducation et de la Recherche                  |           | Bertel Haarder         | V     |
| Ministre de la Justice                                      |           | Hans Engell            | KF    |
| Ministre de l'Agriculture                                   |           | Laurits Tørnæs         | V     |
| Ministre des Affaires ecclésiastiques et des Communications |           | Torben Rechendorff     | KF    |
| Ministre du Logement                                        |           | Svend Erik Hovmand     | V     |
| Ministre de la Pêche                                        |           | Kent Kirk              | KF    |
| Ministre du Travail                                         |           | Knud Erik Kirkegaard   | KF    |
| Ministre de l'Industrie et Ministre de l'Énergie            |           | Anne Birgitte Lundholt | KF    |
| Ministre de la Santé                                        |           | Ester Larsen           | V     |
| Ministre des Transports                                     |           | Kaj Ikast              | KF    |
| Ministre de l'Environnement                                 |           | Per Stig Møller        | KF    |
| Ministre des Affaires sociales                              |           | Else Winther Andersen  | V     |
| Ministre de la Culture                                      |           | Grethe Rostbøll        | KF    |